# Aniela Wolberg
Aniela Franciszka Wolberg (ur. 14 października 1907 w Częstochowie, zm. 11 października 1937 w Warszawie) – polska działaczka anarchistyczna.

## Życiorys
Pochodziła z zamożnej żydowskiej rodziny. Studiowała na Uniwersytecie Jagiellońskim w Krakowie, gdzie w 1924 nawiązała kontakt z grupą bułgarskich studentów anarchistów. Wśród nich znajdował się Taczo Petroff, który później znalazł się w więzieniu. W 1925 została edytorką gazety „Proletariat”, a w następnym roku dołączyła do Anarchistycznej Federacji Polski (AFP).
W 1926 wyjechała do Paryża, gdzie kontynuowała naukę. Tam poświęciła swój czas oraz pieniądze na rozwój polskiej gazety anarchistycznej „Walka”. Jej redaktorem był Isaak Gurfinkiel, który pod pseudonimem Walewski był jednym z sygnatariuszy Platformy Organizacyjnej Wolnościowego Komunizmu.
We Francji studiowała na Uniwersytecie w Montpellier, gdzie uzyskała tytuł magistra chemii. We Francji nawiązała kontakty z francuskimi grupami anarchistycznymi, w tym z CGT-SR oraz z hiszpańskimi grupami anarchistycznymi. Po powrocie do Paryża pracowała jako inżynier w fabryce samochodów. W 1932 została deportowana do Polski ze względu na działalność anarchistyczną, głównie za agitację w fabryce. W tym samym roku została sekretarzem AFP i redagowała podziemną gazetę anarchistyczną „Walka Klas”. Została aresztowana w 1934, ale zwolniono ją z powodu braku dowodów. Jednak wraz ze wzrostem represji wobec ruchu anarchistycznego musiała powstrzymać swój aktywizm.
W 1936 przeprowadziła się do Hiszpanii, aby wspomóc tam rewolucję. Dołączyła tam do międzynarodowego ochotniczego oddziału anarchosyndykalistycznego CNT-FAI. Zmarła w Warszawie z powodu powikłań pooperacyjnych 11 października 1937.
W Paryżu Anielę Wolberg poznał chiński pisarz oraz anarchista Ba Jin, który poświęcił jej swoje dwa opowiadania Yalianna (1931) oraz Yalianna Woboerge (1933).